# João Correia (atleta)
João Paulo Martins Correia, (Santo Tirso, 20 de Julho de 1983) é um atleta de alto rendimento, tendo representado Portugal em várias provas internacionais tendo sido Pentacampeão Nacional de Atletismo nos 100 e 200 metros e dupla medalha de Prata na distância de 200m nos Campeonatos Europeus de Atletismo em 2003 e 2005.

## Medalhas

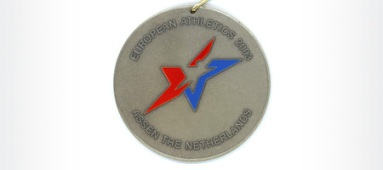
Medalha de Prata Campeonato Europeu, Assen 2003
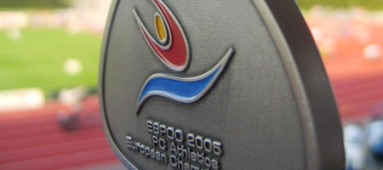
Medalha de Prata Campeonato Europeu, Espoo 2005